# Biggles (film)
Biggles is een Britse sciencefiction avonturenfilm uit 1986 geregisseerd door John Hough (later uitgebracht in 1988 in de Verenigde Staten als Biggles: Adventures in Time ). De plot gaat over een tijdreiziger uit de jaren tachtig die naar de Eerste Wereldoorlog reist om officier Biggles te helpen. Het personage Biggles is afkomstig uit de romanreeks van schrijver WE Johns. In deze film speelt acteur Peter Cushing in zijn laatste filmrol.

## Verhaal
Jim Ferguson (Alex Hyde-White) is werkzaam als salesmanager in New York en heeft een vriendin genaamd Debbie (Fiona Hutchison). Op een dag krijgt hij 's avonds bij zijn appartement bezoek van een oude man (Peter Cushing), die hem vraagt of hij iets mysterieus heeft ervaren. Jim begrijpt niet waar de oude man het over heeft, waarna de oude man weer vertrekt. Kort daarna valt Jim plotseling door een tijdsgat naar het jaar 1917 tijdens de Eerste Wereldoorlog, waar hij het leven redt van de Britse piloot, die net tijdens zijn fotoverkenningsmissie met zijn vliegtuig is gecrasht door het toedoen van het Duitse leger. De piloot stelt zich voor als James Bigglesworth (Neil Dickson), of kortweg "Biggles". Voordat Jim kan achterhalen wat er precies gebeurd is, wordt hij weer teruggeworpen naar zijn eigen tijd van de jaren tachtig.
De volgende dag krijgt Jim wederom bezoek van de oude man, ditmaal op Jims kantoor. De oude man geeft Jim zijn kaartje en stelt zich voor als voormalig Brits commandant William Raymond. William Raymond vraagt Jim of hij gisteren de piloot gered heeft uit het vliegtuig. Waarna Jim dit bevestigd, vertelt hij Jim, dat hem weer iets zal gebeuren en dat hij dan naar Londen moet komen, waar William Raymond in de Tower Bridge woont. Niet lang daarna maakt Jim weer een tijdsprong naar het jaar 1917, waar hij Biggles weer ontmoet en hem assisteert bij een nieuwe fotoverkenningsmissie met een vliegtuig om foto's te maken van een nieuw wapen van de Duitsers. Wanneer Jim weer terugkeert naar zijn eigen tijd, besluit hij naar Londen te vertrekken.
Wanneer Jim aankomt in Londen bezoekt hij William Raymond in zijn in de Tower Bridge. Van William Raymond leert Jim dat hij en Biggles "tijd-tweelingen" zijn, die spontaan door de tijd reizen wanneer de een of de ander in levensgevaar is. William Raymond weet hem alleen niet te vertellen waarom dit zo is. William Raymond vertelt hem dat hij de vroegere commandant was van Biggles en dat hij daarom zoveel kennis heeft over het voorval. Bij Jims vertrek geeft William Raymond hem nog een uitrusting van een soldaat toe. Jim trekt vervolgens het dichtstbijzijnde hotel in en wacht af. Dan komt zijn vriendin Debbie hem opzoeken in het hotel samen met een collega. Ze maakte zich nogal ongerust over zijn plotselinge vertrek naar Londen.
Plotseling reist Jim weer terug in de tijd naar de Eerste Wereldoorlog, maar ditmaal wordt zijn vriendin ook meegezogen. Ze komen midden in een loopgravenoorlog terecht. Hier treffen ze Biggles en zijn kameraden aan, die op een missie zijn om te voorkomen, dat de Duitsers de loop van de geschiedenis veranderen door een geheim "geluidswapen" in te zetten tijdens de Eerste Wereldoorlog. Met dit wapen, dat zich nog in experimentele fase bevindt, kunnen de Duitsers over grote afstanden krachtige geluidsgolven uitzenden om enorme verwoestingen aan te richten. Jim sluit zich bij de groep aan. Hierbij moeten Jim en Biggles het ook opnemen tegen de Duitse kapitein Erich von Stalhein (Marcus Gilbert). Uiteindelijk lukt het Jim en Biggles om het geluidswapen te vernietigen met technologie uit de jaren 80.

## Rolverdeling
| Acteur            | Personage                              |
| ----------------- | -------------------------------------- |
| Neil Dickson      | luitenant James ‘Biggles’ Bigglesworth |
| Alex Hyde-White   | Jim Ferguson                           |
| Peter Cushing     | commandant William Raymond             |
| Fiona Hutchison   | Debbie                                 |
| Marcus Gilbert    | kapitein Erich von Stalhein            |
| William Hootkins  | Chuck                                  |
| Alan Polonsky     | Bill                                   |
| Francesca Gonshaw | Marie                                  |
| Michael Siberry   | luitenant Montgomery Lacey             |
| James Saxon       | luitenant Lord Bertie Lissie           |
| Daniel Flynn      | Ginger Hebblethwaite                   |